# 阿道夫·希特勒的健康问题
1933至1945年在位的纳粹德国独裁者阿道夫·希特勒的健康问题一直是颇为流行的争议话题。他的身心健康都受到密切注意。
尽管缺乏锻炼且饮食不佳，希特勒在年轻时的健康状况大体上还是不错的，他后来将饮食习惯改为了几乎全素。希特勒非常爱吃甜食，曾经常一次吃好几块奶油蛋糕，这也没能影响到他的健康。但在后来希特勒當上德国元首後其健康受到紧张的生活以及压力的影响，希特勒的健康状况就此一路下滑，从未真正恢复。他的私人医生特奥多尔·莫雷尔不是个因循守旧的人，而且给希特勒开了很多药和饮剂，更进一步令其健康恶化，希特勒自己的疑病症、对于自己短命的不祥预感以及对癌症（其母就死于癌症）的畏惧也损害到了他的健康，这位独裁者的健康状况几乎是在一直恶化，直至他于1945年自杀。 
在自杀的几天之前，希特勒走出地堡，在德國總理府的花园里接见并祝贺人民冲锋队以及希特拉青年團的娃娃兵们，表彰他们在柏林戰役中为抵抗苏联红军而付出的努力，这是他最后一次公开露面，此时的他佝偻着背，走路时也抬不起脚，他把不停颤抖着的左臂背在背后，怎么也止不住。他目光呆滞，皮肤油腻，讲话的声音有时小到别人都听不到。56岁的他看上去比实际年龄要苍老得多，在他身上，已几乎看不出一点当年那位领导纳粹党夺权的个人魅力非凡的雄辩家的样貌。

## 创伤

### 第一次世界大战
一战期间，希特勒是巴伐利亞陸軍李斯特团（List Regiment）中的一名传令兵。1918年10月13至14日夜间，他和战友们在比利时伊珀尔附近遭到協約國军队的芥子毒气袭击。袭击开始时，他们正在离开掩体，准备撤退，所有人都被暂时致盲。希特勒在佛兰德接受了初步治疗，10月21日，他被送到了位於波美拉尼亞帕瑟瓦尔克的军医院接受治療。希特勒后来就是在这里得知德国向协约国请求停战的消息。他还得知革命马上就要爆发了。希特勒后来声称，他是在帕瑟瓦尔克休养时才变成了坚决的反犹太主义者，但史学家们则认为这个说法不大可信，而且希特勒说自己是在看到了幻象之后才发生了转变，這更加令人感到懷疑。希特勒于11月19日出院，此时康边停战协定已簽署了8天。

### 1944年的未遂刺杀
1944年7月20日，希特勒在狼穴大本营遭遇炸弹刺杀（7月20日密谋案），他當時两侧鼓膜全部穿孔，还受了很多处皮外伤，左臂擦伤且肿胀，右臂也肿了起来，一抬起来就会疼痛，他當天只好用左手问候贝尼托·墨索里尼。在上述伤情中，两侧耳膜穿孔最为严重。几周后，希特勒的绷带依旧有血渗透，他右耳剧痛，听力受损。数周过后，两侧耳膜才痊愈，在此期间，希特勒头晕目眩，失去平衡，走路时会向右歪。另外，他的血压也升高了。不過希特勒痛苦的双手及颤抖的左腿在爆炸过后却缓解了一段时间。九月中旬，颤抖恢复至原来的程度。

## 梅毒
阿道夫·希特勒在生命的最后几年里心跳震颤，无规律，这可能是第三期（晚期）梅毒的症状，这也意味着他可能已在多年前就感染了梅毒。但是德国细菌、免疫学家保罗·埃尔利希在1910年发明了药物灑爾佛散，也就是說當時已经有條件能够治愈梅毒了。
法国记者約瑟夫·凱塞爾在为菲利克斯·克尔斯滕医生写的传记《有着奇迹般的双手之人》（The Man with the Miraculous Hands）中写道，1942年冬，菲利克斯·克尔斯滕得知了希特勒的病症。海因里希·希姆莱向他咨询，问他是否能“帮助一位患有重度头痛、头晕以及失眠症的人”，接着菲利克斯·克尔斯滕阅览了一份篇幅为26页的绝密报告。报告详述了希特勒在青年时期染上梅毒并在帕瑟瓦尔克接受梅毒治疗的经过。但是，希特勒的梅毒在1937年再度发作，表明他体内的梅毒病毒依旧活跃，到了1942年初，已有很明显的症状表明希特勒身上出现了梅毒瘫痪。希姆莱告诉菲利克斯·克尔斯滕，希特勒的病情是国家机密。这本书还讲述了菲利克斯·克尔斯滕从希姆莱的秘书鲁道夫·勃兰特那里得知当时除了希姆莱，就只有马丁·鲍曼以及德国空军统帅赫尔曼·戈林对病情报告知情。

## 单睾症
有资料称希特勒患有单睾症，即只有一个睾丸的病症。2008年，一英国报纸报道称，在1916年，有个名叫Johan Jambor的德国医生在索姆河战役期间遇到了受伤的希特勒。据称Jambor在见到了在战斗中腹股沟受伤的希特勒后断言此人已失去了一个睾丸。Jambor后来将他的伤情告知给了一位牧师，后者后来写下了自己之所闻。
据说曾参与过苏方对希特勒的尸检的苏联医生Lev Bezymensky在1967年的一部书中称希特勒的尸体没有左睾丸。Bezymensky后来承认这个说法有誤。
希特勒在童年时期、军旅时期以及后来的从政时期经常接受医生们的例行检查，没有任何临床记录提到过希特勒患有此种疾病。希特勒童年时期的医生Eduard Bloch于1943年告诉美方，事实上，希特勒的生殖器“完全正常”。

## 亨丁顿舞蹈症
有人推测希特勒患有亨丁頓舞蹈症。有關希特勒晚年的新闻短片资料中出現很多类似亨丁顿舞蹈症症状的迹象，例如手抖，走路拖着脚，再加上传闻中他的智力与心理退化，这也可能与亨丁顿舞蹈症有关。但这仅仅是推测，因为确诊亨丁顿舞蹈症需要检测DNA。尽管亨丁顿舞蹈症是一種遗传性疾病，但迄今為止人們依然不知道希特勒自己是否了解这种疾病。

## 帕金森病
也有人推测希特勒患有帕金森氏症。有人發現新闻短片中的希特勒左手颤抖，走路时而脚拖地，这些症状在二战前就已开始，在战争期间一直恶化，直到他的生命尽头。莫雷尔治疗希特勒所用的药剂在1945年很常见，尽管莫雷尔被大多数史学家视作庸醫，他所下的任何诊断都值得怀疑。
希特勒的私人医师维尔纳·哈泽博士在1945年4月21日至4月30日期间一直在护理希特勒，他坚信希特勒就是患有帕金森病。另外，曾在1945年4月于德國總理府  紧急医护站任職的恩斯特·申克博士也声称希特勒可能患有帕金森病。但是恩斯特·申克只在两个场合简短地见过希特勒，而且他自己也承认，他在这两次见面时已经极度疲倦且头晕目眩；当时他已经在外科手术室里连续工作了几昼夜。

## 其他疾病
自1930年代起，希特勒就一直在受胃痛折磨。1936年，医生从他的喉咙中取出了一块无癌细胞的息肉。希特勒的双腿还患有皮肤炎。有些医生认为希特勒患上了疑病症，因而对这些小病不予考虑，还有人指出随着德国在二战中转入守势，希特勒的健康状况就开始明显衰退。

### 心理健康
希特勒的身体健康是个争议话题，而他的心理健康更是众说纷纭。这个话题颇具争议，因为很多人相信若能为希特勒的行为找到心理学原因，就能在他的所作所为背后找到根源。
1993年，由Desmond Henry、Dick Geary以及Peter Tyrer三人组成的跨学科团队联合发表了一篇文章，称他们认为希特勒患有反社会人格障碍。精神病学家Tyrer认定希特勒可能還患有妄想症（偏执狂）与戏剧化人格障碍的病征。加拿大史学家Robert G. L. Waite曾撰写过一部全面的希特勒心理史学著作，在其中得出结论称他患有边缘型人格障碍。还有人提出希特勒可能患有精神分裂症，依据是有人称他在生命的最后几年里产生过幻觉与妄想。很多人认为，希特勒的心理疾病既非精神分裂症，也不是双相情绪障碍症，而是这两种病症的综合，因此更像是分裂情感性障碍。不過由於希特勒从未接受过精神科医生的诊疗，以目前的方法，任何诊断结果都只是推测。

### 药物使用
特奥多尔·莫雷尔在战争期间曾给希特勒开过90种药，希特勒为缓解慢性胃病及其他小病而每天服用很多药片。他频繁服用甲基苯丙胺、巴比妥类药物、阿片剂以及可卡因，还会服用溴化钾和颠茄。

## 对于用希特勒的健康问题解释纳粹主义的批判
德国史学家漢斯-烏爾里希·韋勒在1980年的一篇文章中反對将納粹德國的崛起归因于希特勒个人的缺陷和疾病。在韦勒看来，除了关于希特勒的健康状况的推论极难得到证实之外，这种做法还会将纳粹德国这一现象等同于某个个人，把发生在納粹德國的一切归结于一个病人的所作所为。韦勒写道：
我们对納粹的理解真的就取决于希特勒是否只有一个睾丸吗？…也许希特勒有三个睾丸，这让他变得不正常，又有谁知道呢？…甚至有人将希特勒视作一个绝对的施虐与受虐狂，那么这又对科学研究有什么益处呢？…“犹太问题的最终解决方案”会因此变得更易理解吗？“通向奥斯维辛的道路”難道單憑一個手握大权的精神变态就能做出來嗎？
英国史学家伊恩·克肖赞同韦勒的观点，称只有探寻并审视當時德國的社会，才能从更宽阔的角度看待德国历史，不能用“个人化”原因来解释納粹大屠殺和第二次世界大战。
美国记者罗恩·罗森鲍姆在他的著作《解释希特勒：找寻他的罪恶之源》中讽刺地评论道，关于希特勒的精神状态以及性行为的理论其实更能反映出那些理论家和他们的文化的问题，而非希特勒的问题。

## 可能因素：近亲繁殖
有理论称希特勒的身心健康问题，包括单睾症，是近亲繁殖的结果。他的父亲阿洛伊斯·希特拉可能是他母亲的第二代堂兄。因近亲繁殖而出生的人更有可能出現发展障碍，而且出现有害突变的风险更高。